# Епархия Саскатуна
Епархия Саскатуна (лат. Dioecesis Saskatoonensis) — епархия Римско-Католической церкви с центром в городе Саскатун, Канада. Епархия Саскатуна входит в архиепархию Реджайны. Юрисдикция епархии распространяется на территорию канадской провинции Саскачеван. Кафедральным собором  епархии Саскатуна является церковь святого Павла.

## История
Епаряхия Саскатуна была образована 9 июля 1933 года после разделения епархии Альберты-Саскатуна на две епархии — епархии Принс-Альберта и Саскатуна. 14 сентября 1998 года территория епархии Саскатуна расширилась за счёт включения в неё бывшей епархии Гравельбурга и Территориального аббатства святого Петра в Мюнстере, которые были упразднены Святым Престолом.

## Ординарии епархии
- епископ Gerald C. Murray (18.04.1934 — 8.01.1944);
- епископ Philip Francis Pocock (7.04.1944 — 6.08.1951);
- епископ Francis Joseph Klein (28.02.1952 — 25.02.1967);
- епископ James Patrick Mahoney (20.09.1967 — 2.03.1995);
- епископ James Vernon Weisgerber (7.03.1996 — 7.06.2000);
- епископ Albert LeGatt (26.07.2001 — 3.07.2009);
- епископ Donald Bolen (21.12.2009 — по настоящее время).

## Источник
- Annuario Pontificio, Libreria Editrice Vaticana, Città del Vaticano, 2003, стр. 958, ISBN 88-209-7422-3